# June Haver
June Haver (* 10. Juni 1926 in Rock Island, Illinois, als Beverly June Stovenour; † 4. Juli 2005 in Brentwood, Kalifornien) war eine US-amerikanische Schauspielerin.

## Leben
Haver begann im Alter von sechs Jahren, auf der Bühne zu singen, und war während ihrer Jugend Sängerin in einer Band. Im Jahr 1943 wurde sie von 20th Century Fox unter Vertrag genommen. In dem Filmdrama Zu Hause in Indiana hatte sie 1945 als Cri-Cri ihre erste Hauptrolle. Im selben Jahr spielte sie zusammen mit Fred MacMurray im Musicalfilm Where Do We Go from Here? – es war das einzige Mal, dass das spätere Paar zusammen in einem Film auftrat.

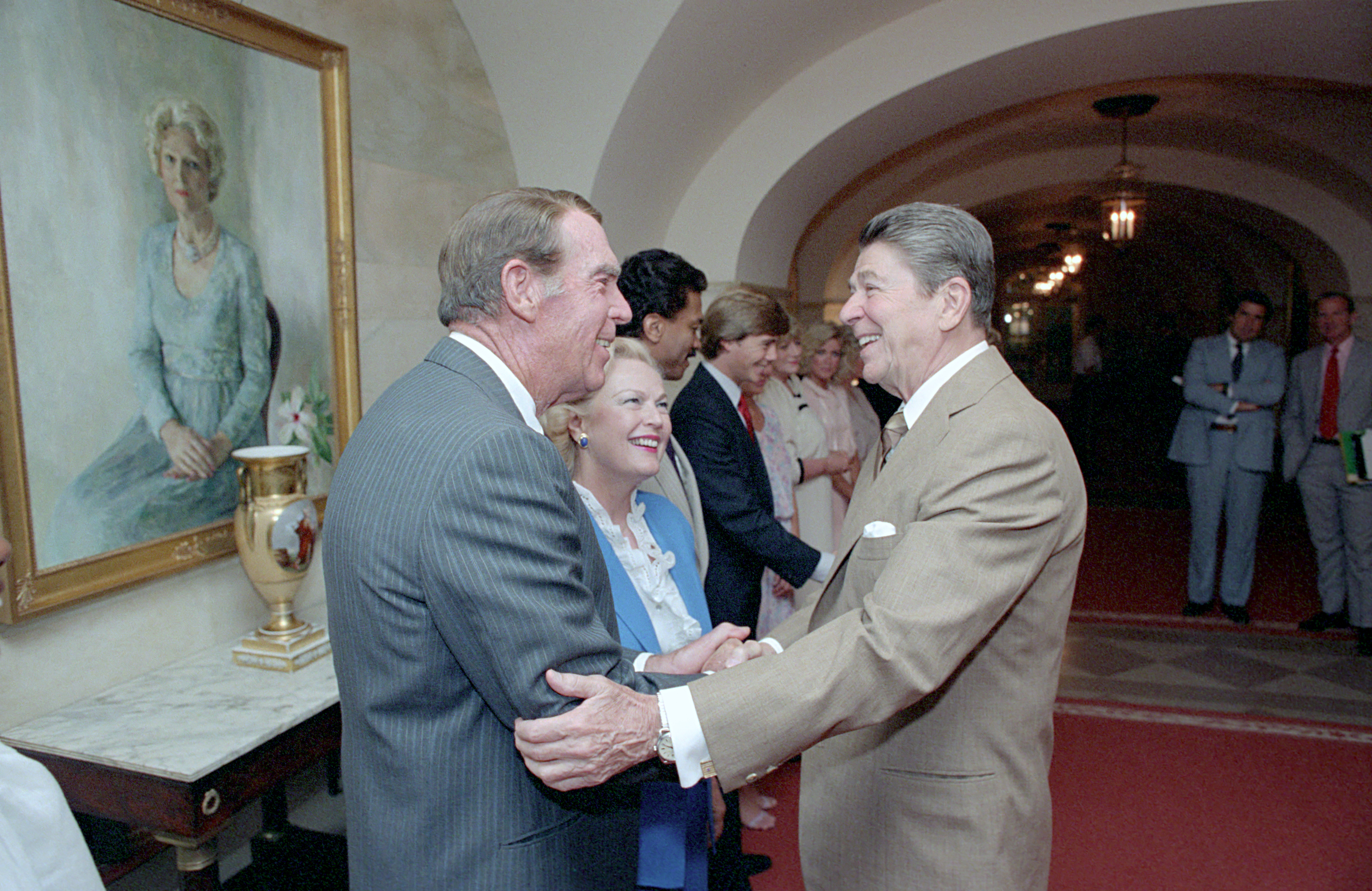
June Haver mit Fred MacMurray (links) und Präsident Ronald Reagan (1984)

Obwohl man versuchte, aus Haver die nächste Betty Grable zu machen, war ihre Schauspielkarriere nur von kurzer Dauer. 1953 traf sie erneut auf MacMurray und eine romantische Beziehung entwickelte sich. Sie heirateten am 28. Juni 1954, und Haver zog sich allmählich aus dem Showgeschäft zurück. Das letzte Mal trat sie 1959 für eine Folge von The Lucy-Desi Comedy Hour vor der Kamera auf. Das Paar adoptierte zwei Töchter und blieb bis zu MacMurrays Tod im Jahr 1991 zusammen. Auf das Drängen ihrer Freundinnen Ann Miller und Ann Rutherford wurde Haver im Alter von 75 Jahren in die Academy of Motion Picture Arts and Sciences aufgenommen. Haver starb an Lungenversagen und hinterließ zwei Stiefkinder, zwei Adoptivkinder und sieben Enkelkinder. Sie wurde auf dem Holy Cross Cemetery in Culver City, Kalifornien, neben MacMurray beigesetzt.
June Haver hat seit 1960 einen Stern auf dem Hollywood Walk of Fame (1777 Vine Street).

## Filmografie
- 1941: Skyline Serenade (Kurzfilm)
- 1942: Tune Time (Kurzfilm)
- 1943: The Gang’s All Here
- 1944: Zu Hause in Indiana (Home in Indiana)
- 1944: Irish Eyes Are Smiling
- 1944: Something for the Boys
- 1945: Where Do We Go from Here?
- 1945: Dolly Sisters
- 1946: Three Little Girls in Blue
- 1946: Wake Up and Dream
- 1947: I Wonder Who’s Kissing Her Now
- 1948: Scudda Hoo! Scudda Hay!
- 1949: Stern vom Broadway (Look for the Silver Lining)
- 1949: Der Schlagerkönig (Oh, You Beautiful Doll)
- 1950: The Daughter of Rosie O’Grady
- 1950: I’ll Get By
- 1951: Love Nest
- 1953: The Girl Next Door
- 1958: The Lucy-Desi Comedy Hour (Fernsehserie, eine Folge)